# Göstrings och Lysings kontrakt
Göstrings och Lysings kontrakt var ett kontrakt i Linköpings stift inom Svenska kyrkan. Det upplöstes 31 december 1996

## Administrativ historik
Kontraktet bildades 1962 av
Huvuddelen av Göstrings kontrakt
- Skänninge stadsförsamling
- Allhelgona församling
- Bjälbo församling
- Ekeby församling
- Rinna församling
- Blåviks församling
- Åsbo församling
- Hogstads församling
- Väderstads församling
- Hovs församling som vid upplösningen överfördes till Motala och Bergslags kontrakt
- Appuna församling
- Malexanders församling

Lysingsdelen ur Dals och Lysings kontrakt, som bildats 1 juni 1940 av Dals kontrakt och Lysings kontrakt vilket omfattade
- Stora Åby församling
- Ödeshögs församling
- Röks församling
- Heda församling
- Västra Tollstads församling
- Trehörna församling
- Svanshals församling
- Kumla församling

en del av Gullbergs och Bobergs kontrakt
- Järstads församling

1974 tillfördes från Gullbergs och Bobergs kontrakt
- Normlösa församling
- Skeppsås församling
- Vallerstads församling

Alla församlingar, utom Hovs församling, uppgick vid upplösningen till Folkungabygdens kontrakt

## Kontraktsprostar
| Ämbetstid | Namn                 | Levnadstid | Övrigt                              |
| --------- | -------------------- | ---------- | ----------------------------------- |
| 1962–1969 | Folke Odenbring      | 1902–1990  | Kyrkoherde i Väderstads församling. |
| 1969–1979 | Börje Bruzaeus       | 1914–1990  | Kyrkoherde i Ekeby församling.      |
| 1979–1984 | Carl-Eric Kennestedt | 1925–1996  | Kyrkoherde i Röks församling.       |